# Huia
Huia és un gènere de granotes de la família dels rànids que es troba al sud-est d'Àsia.

## Taxonomia
- Huia absita (Stuart & Chan-ard, 2005)
- Huia aureola (Stuart, Chuaynkern, Chan-ard, and Inger, 2006)
- Huia cavitympanum (Boulenger, 1893)
- Huia masonii (Boulenger, 1884)
- Huia melasma (Stuart & Chan-ard, 2005)
- Huia modiglianii (Doria, Salvidio & Tavano, 1999)
- Huia nasica (Boulenger, 1903)
- Huia sumatrana (Yang, 1991)